# 대한민국 법제처

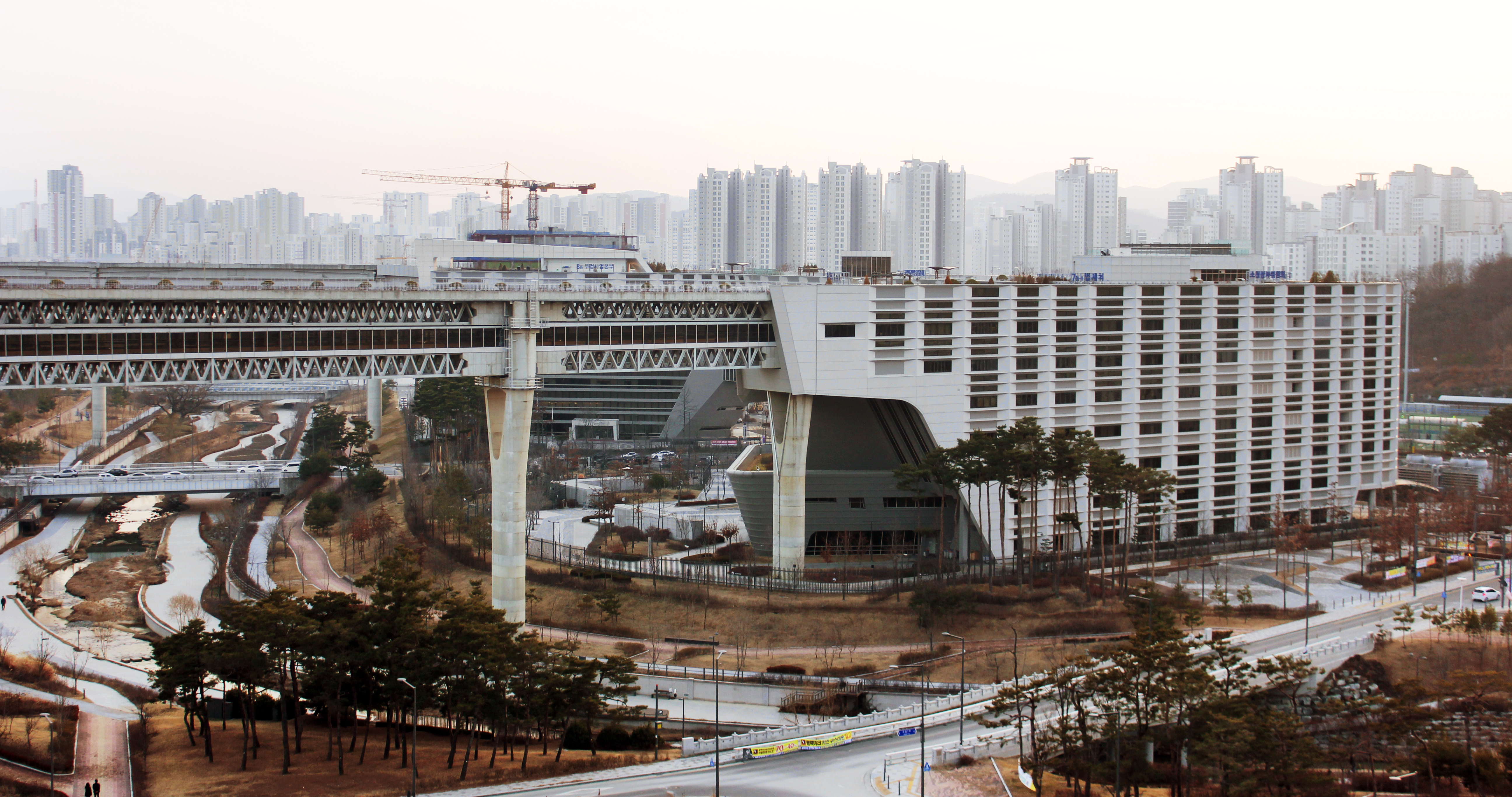
법제처 청사

법제처(法制處)는 국무회의에 상정될 법령안·조약안과 총리령안 및 부령안의 심사와 그 밖에 법제에 관한 사무를 전문적으로 관장하는 대한민국의 중앙행정기관이다. 처장은 차관급 정무직공무원으로, 차장은 고위공무원단 가등급에 속하는 일반직공무원으로 보한다.

## 소관 사무
- 국무회의에 상정될 법령안·조약안의 심사에 관한 사무
- 총리령안·부령안 및 훈령·예규의 심사에 관한 사무
- 대통령 및 국무총리의 명에 따른 법령안의 기초에 관한 사무
- 정부입법의 총괄에 관한 사무
- 법령 정비의 지원에 관한 사무
- 「법제업무 운영규정」 제26조에 따른 법령해석에 관한 사무
- 국회에서 발의된 법률안의 검토·협의에 관한 사무
- 자치입법 지원에 관한 사무
- 국가법령정보의 관리·제공에 관한 사무
- 그 밖에 법제에 관한 사무
- 또 다른 업무에 관한 사무

## 연혁
- 1948년 7월 17일: 법제처를 설치.[3]
- 1948년 : 미군정청 법률조사국, 법률기초국 사무를 인수인계 받음[4][5]
- 1955년 2월 17일: 법제처를 폐지하고, 법무부의 외국으로 법제실을 설치.[6]
- 1960년 7월 1일: 국무원사무처 법제국으로 개편.[7]
- 1961년 10월 2일: 국무총리 직속 법제처로 개편.[8]

### 역대 로고

2003년부터 2016년까지 사용된 법제처 로고

## 조직
| 국                 | 정책관·심의관실    | 담당관실·과                                                                                      |
| 처장 산하 하부조직 | 처장 산하 하부조직 | 처장 산하 하부조직                                                                               |
| ------------------ | ------------------ | ------------------------------------------------------------------------------------------------ |
|                    |                    | 대변인실                                                                                         |
| 차장 산하 하부조직 |                    |                                                                                                  |
| 기획조정관실       | 기획조정관실       | 기획재정담당관실ㆍ혁신행정감사담당관실ㆍ법제정보담당관실ㆍ법제교류협력담당관실ㆍ법령데이터혁신팀 |
|                    |                    | 운영지원과                                                                                       |
| 법제정책국         | 법제조정정책관실   | 법제정책총괄과ㆍ법령정비과ㆍ법제조정총괄법제관실ㆍ법제조정법제관실                               |
| 행정법제국         | 법제심의관실       | 법제관실                                                                                         |
| 경제법제국         | 법제심의관실       | 법제관실                                                                                         |
| 사회문화법제국     | 법제심의관실       | 법제관실                                                                                         |
| 법령해석국         | 법령해석국         | 법령해석총괄과ㆍ행정법령해석과ㆍ경제법령해석1과ㆍ경제법령해석2과ㆍ사회문화법령해석과             |
| 법제지원국         | 법제지원국         | 법제지원총괄과ㆍ자치법제지원과ㆍ자치법규입안지원과ㆍ법제교육과ㆍ법령용어순화팀ㆍ법령검토지원팀   |

### 소속 자문위원회
| 위원회명           | 주관부처 | 설치근거                   | 비고 |
| ------------------ | -------- | -------------------------- | ---- |
| 법령해석심의위원회 | 법제처   | 법제업무운영규정 제27조의2 |      |

## 정원
법제처에 두는 공무원의 정원은 다음과 같다.
| 총계      | 총계              | 237명 |
| --------- | ----------------- | ----- |
| 정무직 계 | 정무직 계         | 1명   |
|           | 처장              | 1명   |
|           |                   |       |
| 일반직 계 | 일반직 계         | 236명 |
|           | 고위공무원단      | 14명  |
|           | 3급 이하 5급 이상 | 164명 |
|           | 6급 이하          | 57명  |
|           | 전문경력관        | 1명   |

## 재정
총지출 기준 2023년 재정 규모는 다음과 같다.
| 구분     | 구분     | 세출예산        | 작년 대비 증감 |
| -------- | -------- | --------------- | -------------- |
| 일반회계 | 일반행정 | 437억 2820만 원 | +1.24%         |
|          |          |                 |                |
| 합계     | 합계     | 437억 2820만 원 | +1.24%         |

## 같이 보기
- 법제처장
- 법제처 차장
- 대한민국 법무부
- 한국 법제의 역사
- 일본 내각법제국

### 내용주
1. ↑  2025년 2월 20일까지 존속하는 한시조직.
2. 1 2  1명을 둔다.
3. ↑  3명을 두되, 1명은 개방형 직위로 한다.
4. 1 2  2명을 둔다.
5. ↑  6명을 둔다.
6. ↑  5명을 둔다.
7. ↑  6명을 두되, 1명은 개방형 직위로 한다
8. ↑  개방형 직위.
9. ↑  2026년 7월 29일까지 존속하는 한시조직.
10. ↑  2026년 2월 28일까지 존속하는 한시조직.

### 참조주
1. 1 2  「법제처 직제」 별표 1
2. 1 2  기획재정부. “열린재정 > 재정연구분석 > 재정분석통계 > 세목 예산편성현황(총지출)”. 《열린재정》. 2023년 1월 27일에 확인함.
3. ↑  법률 제1호
4. ↑  법률 제354호
5. ↑  법률 제552호
6. ↑  법률 제734호